# جيمس مور برستون
جيمس مور برستون (بالإنجليزية: James Moore Preston)‏ هو رسام توضيحي وفنان ورسام أمريكي، ولد في 1873 في Roxborough, Philadelphia ‏ في الولايات المتحدة، وتوفي في 1962 في إيستهامبتون في الولايات المتحدة.